# Aphaniosoma subtilis
Aphaniosoma subtilis är en tvåvingeart som beskrevs av Ebejer 2007. Aphaniosoma subtilis ingår i släktet Aphaniosoma och familjen gulflugor. Inga underarter finns listade i Catalogue of Life.